# Международный антарктический центр
Междунаро́дный антаркти́ческий це́нтр (англ. The International Antarctic Centre) — база антарктических программ Новой Зеландии, Соединённых Штатов Америки и Италии, используется как последний базовый пункт для большинства антарктических экспедиций. Одно из богатейших в мире собраний экспонатов, посвященных Южному полюсу и его исследованиям, туристический аттракцион.

## Описание

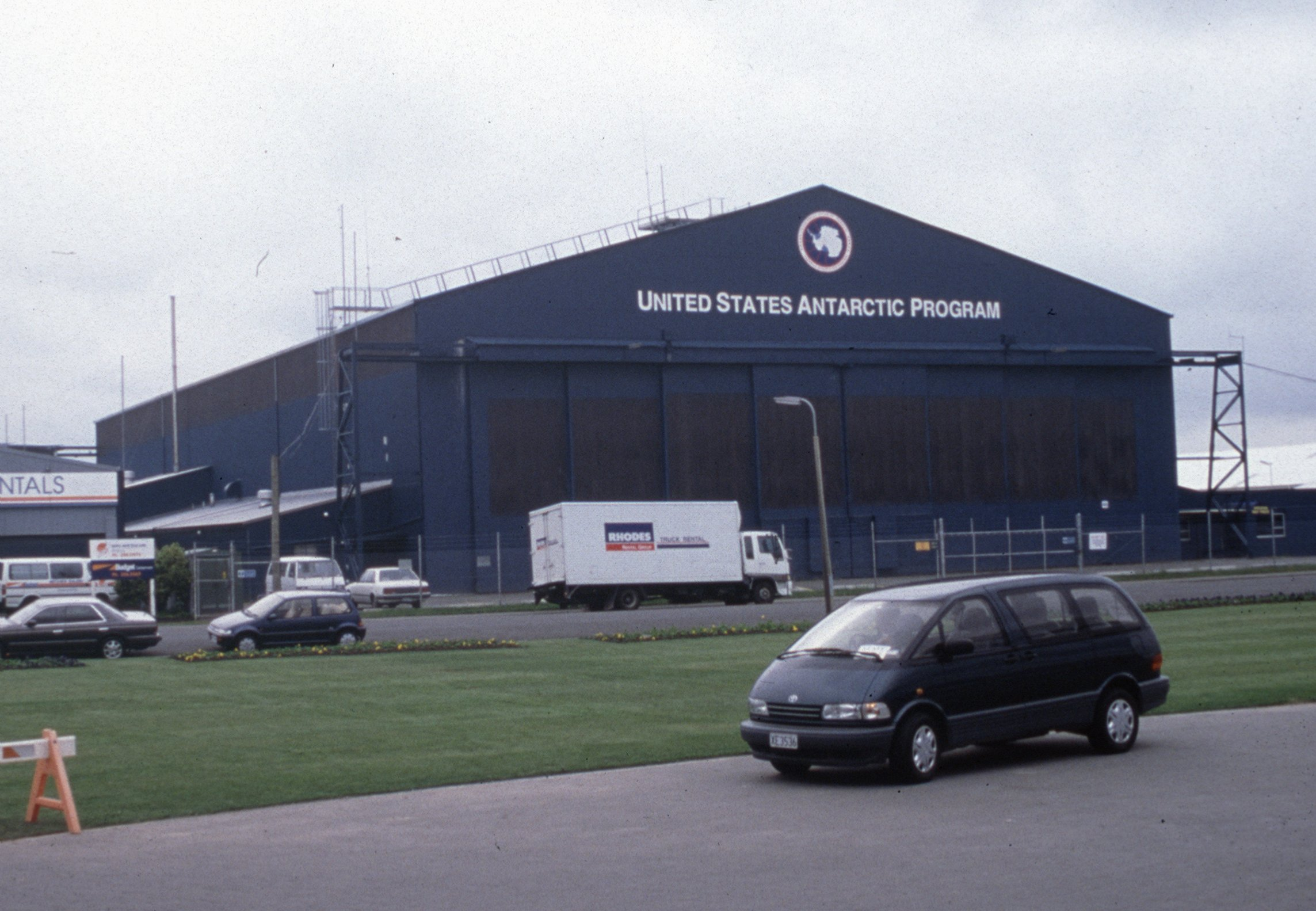
Международный антарктический центр.

Международный антарктический центр находится в Новой Зеландии, в Хэрвуде — пригороде Крайстчерча, неподалёку от аэропорта Крайстчерч.
Международный антарктический центр включает в себя административные и складские помещения, американско-новозеландский вещевой склад, почтовый офис, туристическое агентство, пассажирский терминал для рейсов в Антарктику и центр для посетителей, который называется «Притяжение Антарктики» (англ. The Antarctic Attraction). Он является одним из главных туристических аттракционов города. Здесь можно посетить тематические аттракционы. Желающие могут испытать на себе антарктический шторм и температуру в −30 градусов, создаваемые в специальном помещении. В «Притяжении Антарктики» представлены выставки экспонатов, посвященных Южному полюсу и его исследованиям, открыты кафе и бар.
В антарктическом центре можно покататься на вездеходах Hagglund и снегоходах, аналогичных тем, которые работают на антарктических станциях. В основном этот вид развлечения ориентирован на детскую аудиторию, но в целом несёт образовательную нагрузку для аудитории любых возрастов, демонстрируя возможности вездеходов. Посетители могут также воспользоваться интерактивными дисплеями и посмотреть вблизи на колонию малых синих пингвинов. В антарктическом центре ведётся уход за пингвинами, нуждающимися в помощи в условиях дикой природы. Так, случай с одним из пингвинов, получившим имя «Морган» (англ. Morgan) привлёк внимание средств массовой информации ввиду того, что пингвин отказывался плавать.

## Награды
24 сентября 2009 года Международный антарктический центр получил престижную награду The Champion Canterbury Business Awards в номинации Champion Host среди предприятий среднего и крупного бизнеса как лучшая организация в сфере туристического бизнеса региона. Финалистами в этой номинации выступали Whale Watch Kaikoura (организатор экскурсий на катерах по наблюдению за китами) и Кентерберийский музей.